# Kodak

Kodak Logos von 1907 bis 2006

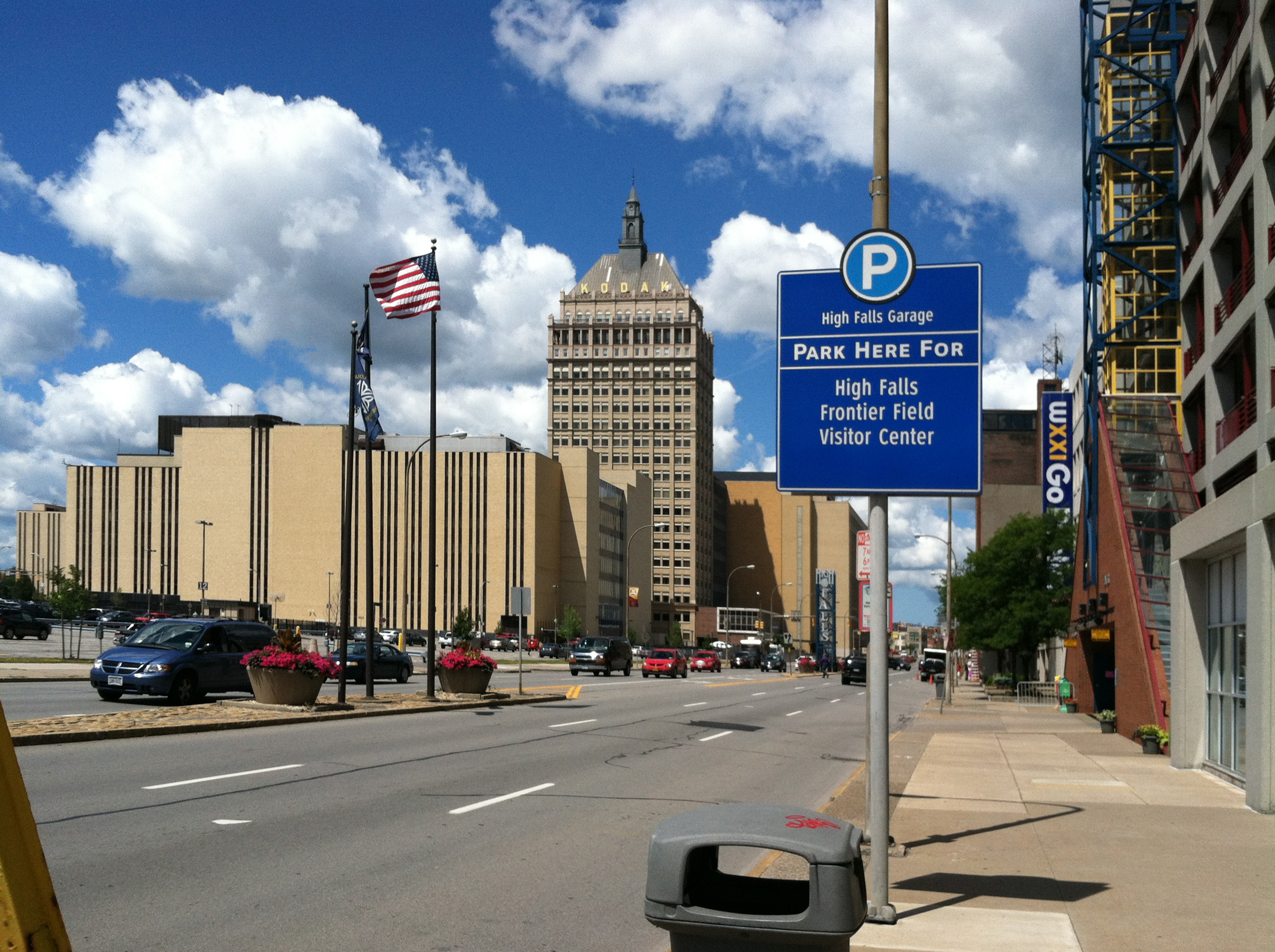
Kodak-Hauptsitz in Rochester

Die Eastman Kodak Company, meist nur Kodak genannt, ist ein US-amerikanisches Unternehmen, das früher zu den bedeutendsten Herstellern für fotografische Ausrüstung zählte und insbesondere als Anbieter von Filmmaterial globaler Marktführer war. Kodak war im Aktienindex S&P 500 gelistet und avancierte ab Mitte des 20. Jahrhunderts zu einer Weltmarke. Mit dem Vormarsch der Digitalfotografie ab Anfang des 21. Jahrhunderts verlor Kodak den Anschluss an seine Wettbewerber. Aus einem Insolvenzverfahren ging das Unternehmen schließlich als Anbieter für Drucktechnologie hervor.

## Geschichte

### Anfänge

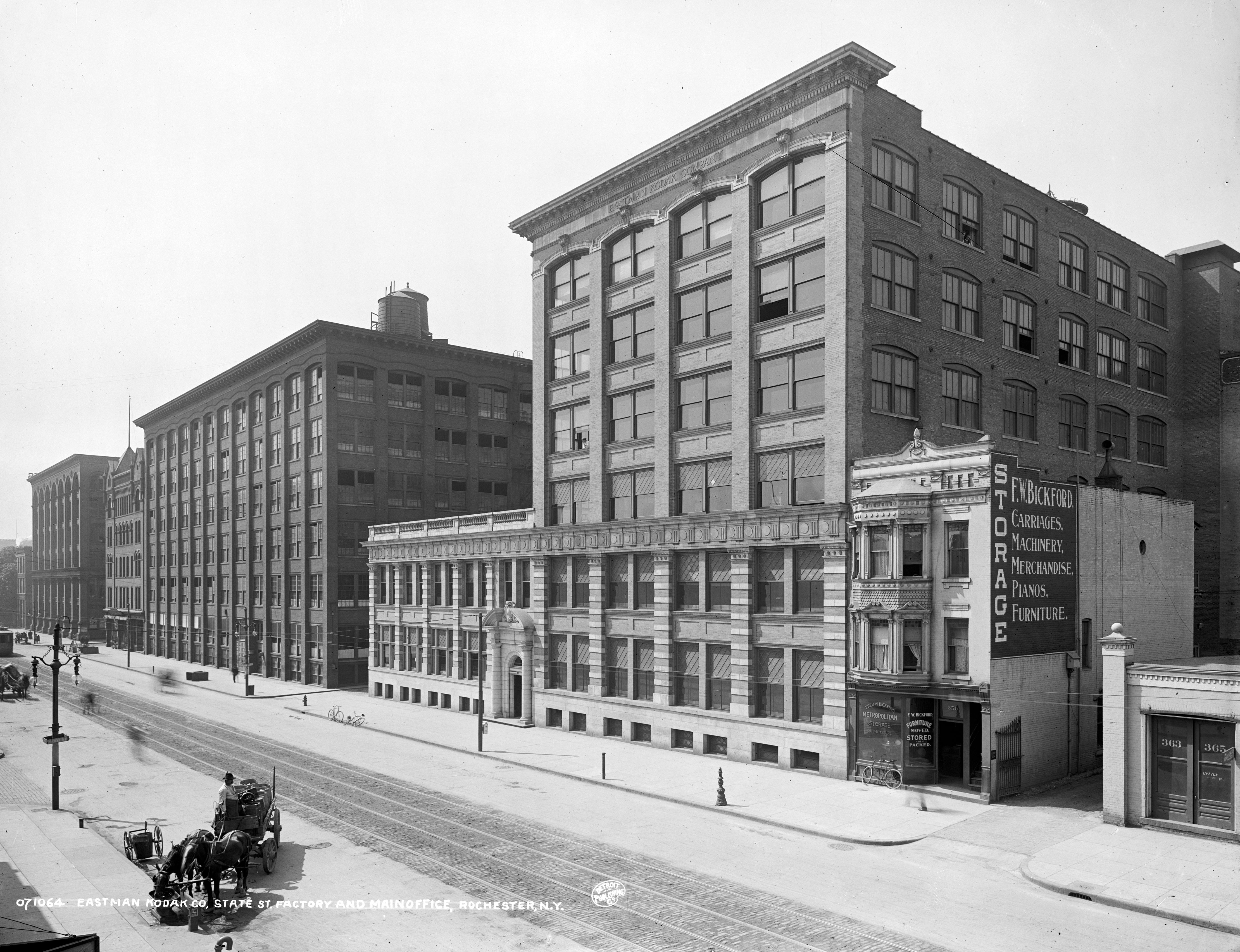
Fabrik und Büros in Rochester, um 1900

Das Unternehmen Eastman Kodak Company of New York ging 1892 aus der Eastman Dry Plate Company hervor, die von dem Erfinder George Eastman und dem Unternehmer Henry Strong 1880 gegründet worden war. Kodak ist ein von George Eastman erfundener Phantasiename, der kurz und prägnant sein sollte. Als Markenname sollte er außerdem in allen Sprachen der Welt aussprechbar sein und in keiner Sprache eine negative Bedeutung besitzen. Für den deutschen Markt wurden die Marke und das Logo am 29. Oktober 1894 beim deutschen Markenregister angemeldet und am 5. April 1895 eingetragen.
Ein Werbeslogan aus Kodak-Box-Zeiten war „You press the button – we do the rest“ („Sie drücken auf den Knopf, wir erledigen den Rest“). Das Unternehmen beteiligte sich am Sponsoring von Fotowettbewerben, Fotoprojekten und Stipendien für angehende Fotografen.
Kodak stellte Rollfilme und ab 1888 auch industriell gefertigte Fotoapparate her, darunter die Kodak Nr. 1, den Brownie sowie später die Instamatic, die auch von Amateuren einfach bedient werden konnte; Kodak machte so die Fotografie in den USA zu einer populären Freizeitbeschäftigung.

### Engagement in Deutschland zwischen den Weltkriegen
1921 gründete die Tochterfirma Eastman Kodak Ltd. mit Sitz in London zusammen mit der Heidelberger Gelatine-Fabrik Stoess & Co. GmbH unter dem Namen Chemische Werke Odin GmbH in Eberbach das erste deutsch-amerikanische Joint Venture nach dem Ersten Weltkrieg. Das Unternehmen wurde am Heiligabend 1939 aufgelöst, nachdem es mit Beginn des Zweiten Weltkrieges unter Feindvermögensverwaltung gestellt worden war.
1927 übernahm Kodak den Filmhersteller Glanzfilm AG in Berlin-Köpenick sowie Ende 1931 auch das Kamerawerk von August Nagel in Stuttgart-Wangen; die in Deutschland gefertigten Kameras trugen daher in der Anfangszeit den Zusatz Dr. Nagel – Werk Stuttgart.
Ab Mitte der 1930er Jahre warb Kodak in Prospekten mit Aussagen wie „Deutsch die Kamera“, gab an, „1500 Volksgenossen Arbeit und Brot zu geben“ und „beste einheimische Rohstoffe“ zu verarbeiten. Ab 1940 stellte das Kodak-Werk in Stuttgart dann auf Rüstungsproduktion um.
Laut dem American Jewish Committee beschäftigte das Unternehmen während des Nationalsozialismus in Berlin Zwangsarbeiter.

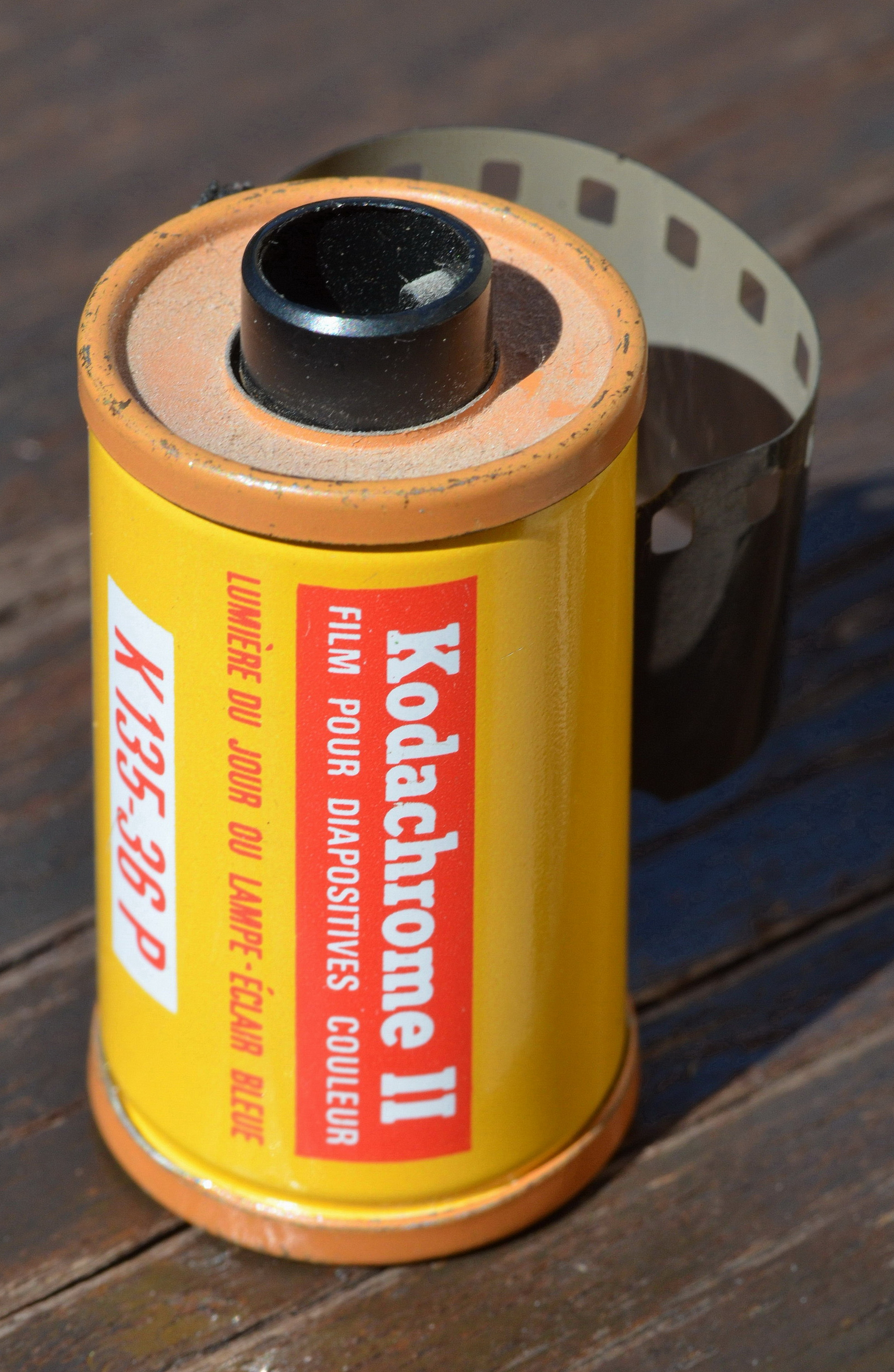
Kodachrome II – 35-mm-Farbdiafilm in Filmpatrone

Die von Kodak 1935 eingeführten Farbdiafilme der Kodachrome-Serie setzten über Jahrzehnte den Qualitätsstandard, erforderten allerdings auch einen aufwändigen Entwicklungsprozess. Diese Filme wurden zunächst als 8-mm-Schmalfilm, ab 1936 auch als 35-mm-Kleinbildfilm konfektioniert. Zwischen Agfa und Kodak kam es in den 1930er-Jahren zu einem Wettbewerb bei der Einführung der ersten markttauglichen Farbnegativ-Filme.

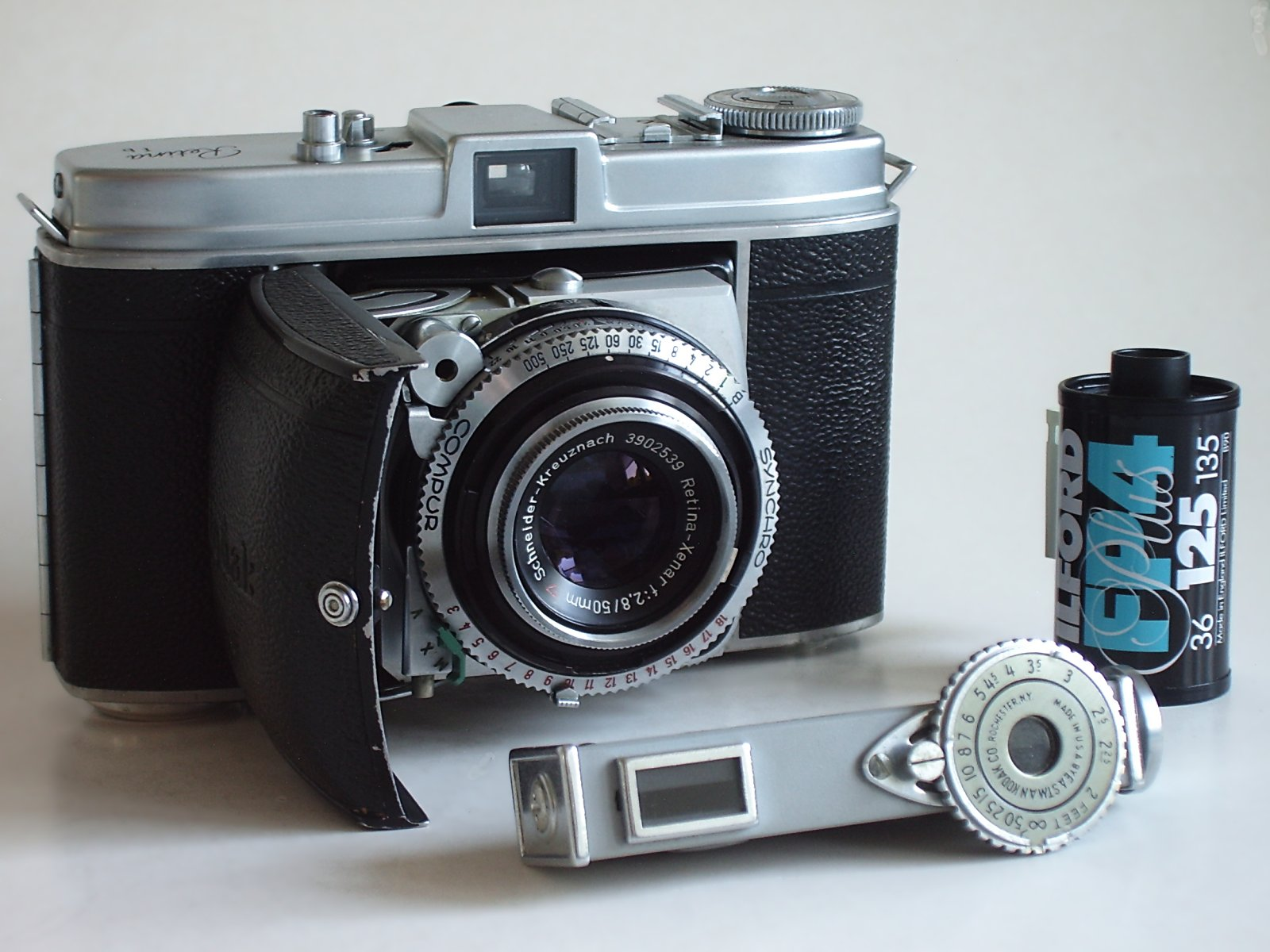
Hergestellt im Stuttgarter Kodak-Werk: Kodak Retina 1b

### Nach dem Zweiten Weltkrieg
Später eingeführte Marken für fotografische Filme sind unter anderem die Ektachrome-Diafilme nach dem Kodak-E-6-Entwicklungsprinzip, die Kodacolor-Negativfilme für Papierabzüge sowie Ende des 20. Jahrhunderts die „Farbwelt“-Negativfilme.
Die 1963 eingeführten Instamatic-Filme und die 1972 auf den Markt gebrachten Pocket-Filme erwiesen sich als sehr erfolgreich und gaben der Amateurfotografie mit Farbfilmen jeweils einen kräftigen Anschub. Auch die 1964 vorgestellten Super-8-Filme erzielten einen Jahrzehnte anhaltenden Erfolg.

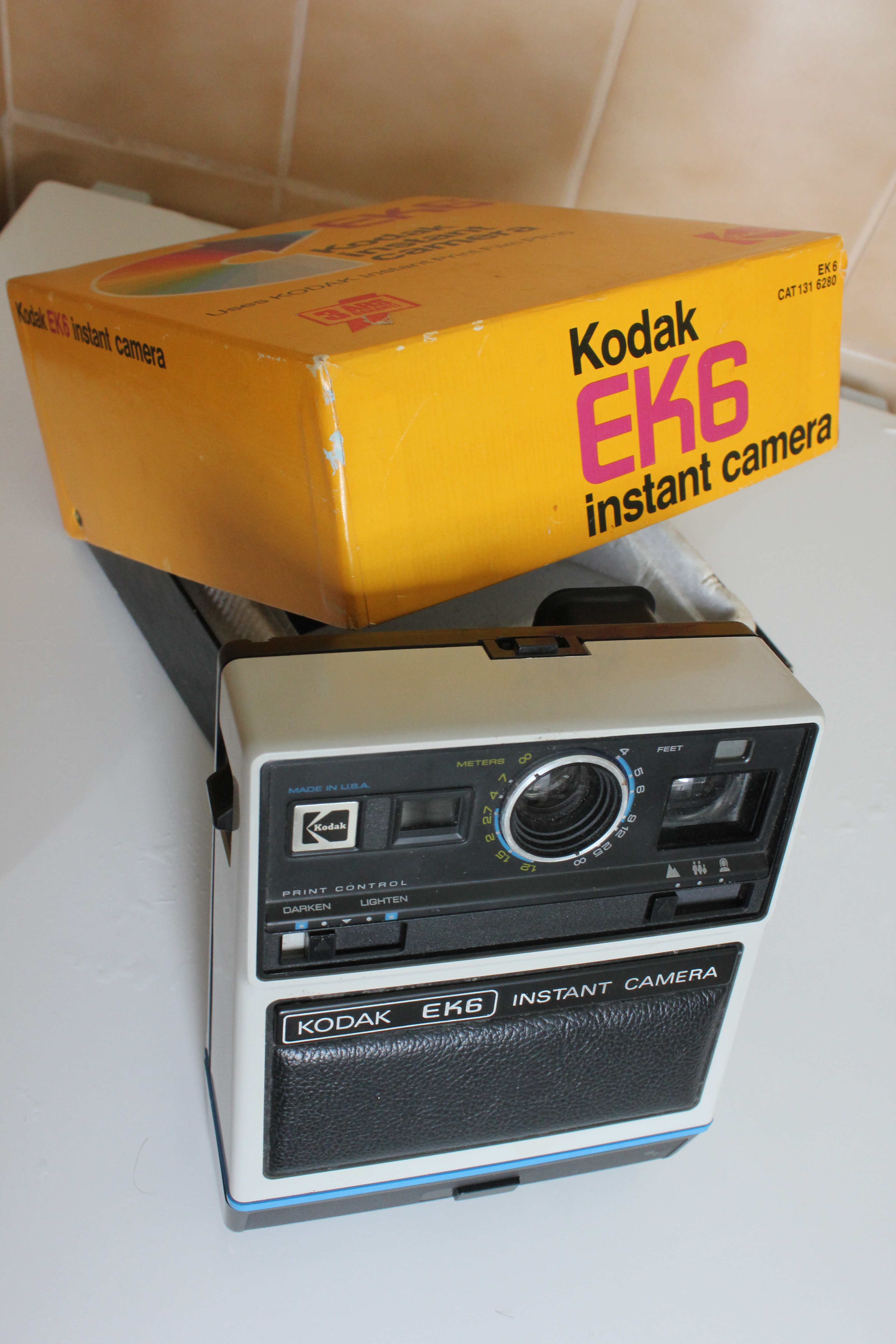
Kodak EK6 Instant Camera

Auf der Photokina 1976 stellte Kodak Sofortbildkameras vor, woraufhin Polaroid wegen Patentrechtsverletzungen klagte. Der Rechtsstreit ging für Kodak verloren, die Produktion von Sofortbildkameras wurde am 9. Januar 1986 eingestellt und die im Umlauf befindlichen Kameras zurückgekauft. Für den Sofortbildfilm Kodak PR 10 gab es Belichtungsgeräte des Unternehmens Durst, um von Diapositiven Papierbilder zu erstellen, sowie ein Zusatzgerät für das Super-8-System Agfa Family.

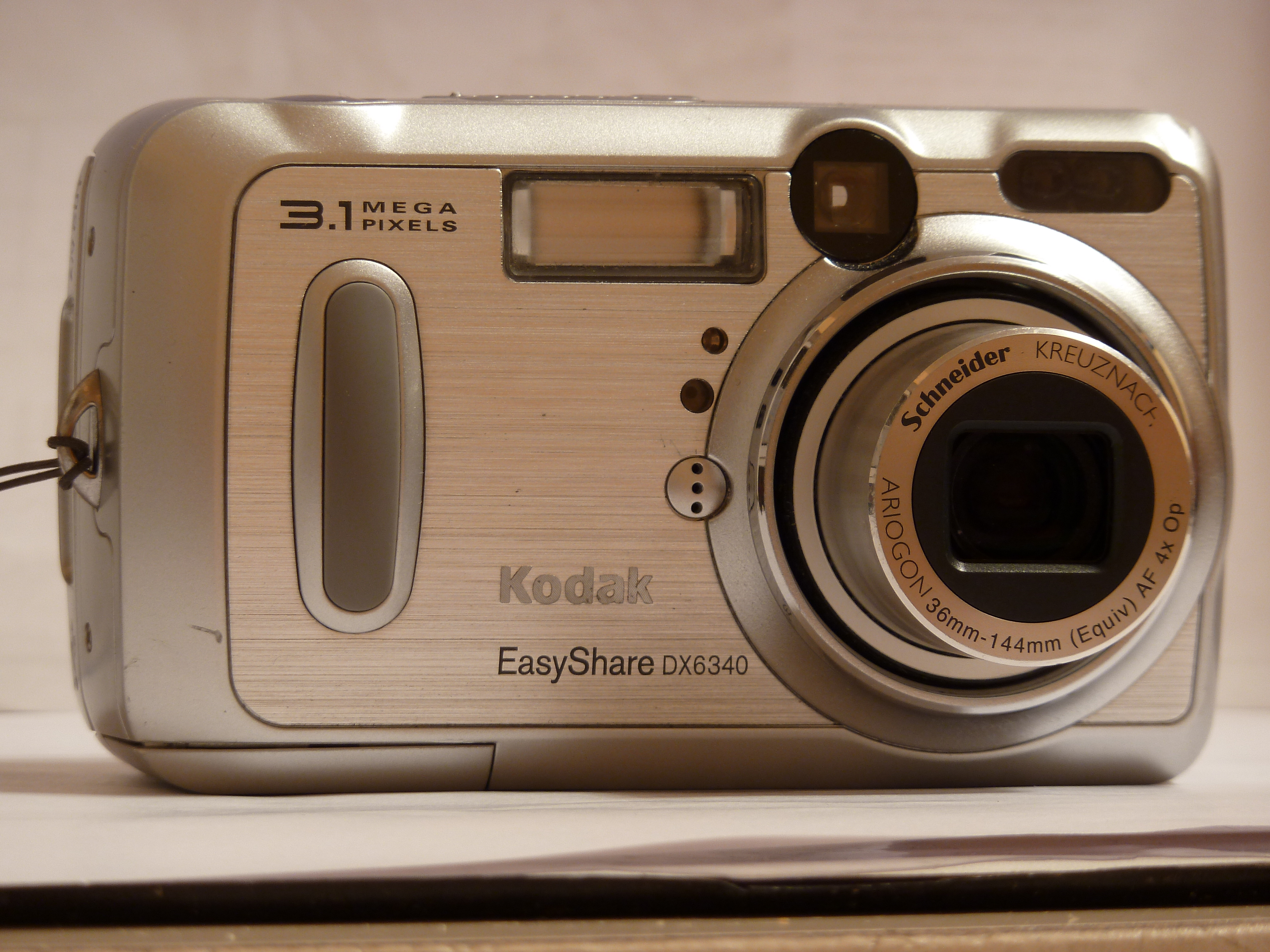
Kodak EasyShare DX6340

Das in den 1980er-Jahren von Kodak eingeführte Kodak-Disc-System wurde zu einem Misserfolg: Heute gibt es weder Disc-Materialien, noch können Abzüge von Disc-Negativen in Auftrag gegeben werden. Hintergrund der Entwicklung dieses Negativformats waren Überlegungen zur Vereinfachung der Handhabung in den Großlabors: Entwicklungsmaschinen für die Disc-Scheiben konnten rationeller bestückt werden und waren bedeutend kleiner als Entwicklungsmaschinen für Filme (siehe Foto-Finishing).

### Einstieg in die Digitalisierung
1987 fertigte Kodak die weltweit erste digitale Spiegelreflexkamera, die Canon New F-1 Electro-Optic Camera. In der Folge erschienen weitere Kameras auf Basis von Canon- und Nikon-Spiegelreflexkameras.

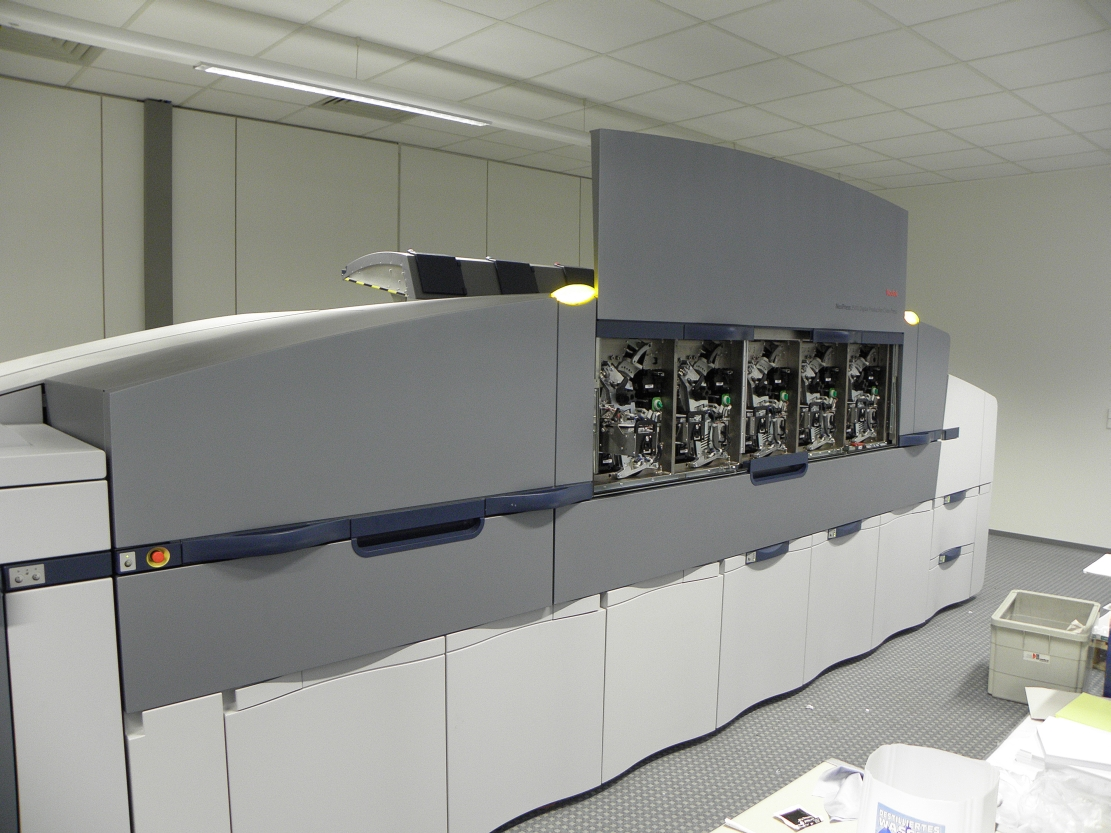
Kodak NexPress

1989 brachte Kodak seine erste Digitaldruckmaschine heraus – die Kodak XL 7700 Digital Continuous Printer, basierend auf der Continuous-Drop-Technik. 1997 wurde mit dem Unternehmen Heidelberger Druckmaschinen das Joint Venture NexPress Solutions gegründet. Es sollte eine digitale Hochleistungsfarbdruckmaschine entwickeln. 1999 verkaufte Kodak den Geschäftsbereich an Heidelberger Druckmaschinen. 2004 wollte sich die Heidelberger Druckmaschinen AG ganz auf den Bogenoffset konzentrieren und verkaufte die Digitaldrucksparte an Eastman Kodak.
1991 erzielte das Unternehmen einen Umsatz von 19,4 Milliarden US-Dollar und brachte mit der DCS 100 die erste Digitalkamera weltweit in den Handel. Erfunden worden war sie bereits 1975 vom Kodak-Ingenieur Steven J. Sasson. Massentauglich war sie nicht – das Modell kostete 25.000 DM.

### Krise
Im Digitalfotobereich war Kodak mit der Kodak Photo CD (1992) und später mit der Kodak Picture Disc einer der Vorreiter. Dessen ungeachtet hatte das Unternehmen unter den stark rückläufigen Verkäufen seiner Analogfilme schwer zu leiden. In Deutschland wurden 2004 alle unternehmenseigenen Großlabors veräußert (bisweilen gefolgt von baldigem Konkurs), weltweit wurde Personal abgebaut.
Anfang 2004 kündigte Kodak die Einstellung des Verkaufs von Kameras des Advanced Photo Systems (APS) an. Man wolle sich stärker auf den Markt der digitalen Fotogeräte konzentrieren. APS, erst 1996 von Kodak, Fujifilm und einigen Kameraherstellern eingeführt, war letztlich ein Misserfolg. Ebenfalls 2004 wurde das Angebot an Filmen reduziert und die Weiterentwicklung des Filmmaterials eingestellt.
Ende 2005 stellte Kodak die Fertigung von Schwarzweiß-Fotopapier ein. Als Grund für die – tatsächlich historische – Entscheidung wurde die zunehmende Verbreitung von Digitalkameras angeführt. Bis 2008 baute Kodak 12.000 bis 15.000 der damals 60.000 Arbeitsplätze ab. Entgegen früheren Ankündigungen stellte Kodak 2007 wieder neue Filme vor.
Im März 2009 schloss Kodak ein Lizenzabkommen mit Sakar International, nach dem Sakar Kameras, Foto- und Computerzubehör unter der Marke Kodak vermarkten werde. 2009 wurde nach 74 Jahren die Produktion des weltweit ersten und jahrzehntelang kommerziell erfolgreichen Farbdiafilms Kodak Kodachrome eingestellt.
Kodak hat im Verlauf der Digitalisierung der Fotografie bis 2010 mehrere Umstrukturierungen, Verkäufe von Geschäftsbereichen und strategische Neuausrichtungen hinter sich gebracht. Die Mitarbeiterzahl ist dramatisch gesunken. Kodak hat sich u. a. auf den professionellen Photofinish- und Druckbereich konzentriert.

### Insolvenzantrag
Seit dem 7. Dezember 2011 lag die Kodak-Aktie unter einem Dollar. Damit drohte ein Ausschluss von der NYSE, da diese keine Pennystocks bei sich duldet, und damit der Verlust weiterer Anleger. Konkursgerüchte wies Kodak als Spekulationen zurück, beantragte jedoch am 19. Januar 2012 Gläubigerschutz gemäß Chapter 11 des amerikanischen Insolvenzrechts. Am 3. September 2013 wurde es aus dem Gläubigerschutzverfahren entlassen.
2012 stellte Kodak die Produktion von Digitalkameras, Videokameras und digitalen Bilderrahmen ein. Das Unternehmen wolle sich auf das Druckergeschäft konzentrieren. 2012 wurde auch die Produktion von Diafilmen eingestellt; die Onlineplattform Kodak Gallery wurde an den Konkurrenten Shutterfly verkauft.
Im Jahr 2012 wurde bekannt, dass Kodak zwischen 1974 und 2006 in einem Keller seines Hauptquartiers in Rochester eine Neutronenquelle für Materialtests und Neutronenradiografien betrieb. Die Anlage enthielt 1,6 Kilogramm hochangereichertes Uran.
Anfang Oktober 2012 wurde die Herstellung des hochempfindlichen Schwarzweißfilms Kodak P3200 T-Max eingestellt.

### Neuer Anfang
Am 3. September 2013 verkaufte Kodak seine Fotofilmproduktion und gab damit das ehemalige Kerngeschäft auf. Das neue Unternehmen Kodak Alaris entstand.
Im Oktober 2013 führte die Eastman Kodak Company in Eysins (CH) ihre Europa-Zentrale sowie die Inkjet-Demoeinrichtungen, die sich bisher in Gland (CH) befanden, und das bislang im belgischen La Hulpe angesiedelte „Technology and Solutions Centre“ für Europa, Afrika und den Mittleren Osten an einem Standort zusammen.
Anfang 2023 fuhr Kodak Alaris die Produktion der Filme auf Grund der hohen Nachfrage auf einen 24/7-Betrieb hoch und erhöhte die Preise um bis zu 40 Prozent. Für den Film Oppenheimer wurde 2023 Kodak 5222/Double-X im IMAX-Format produziert. Bei der Produktion angefallene Reste gelangten auf den offenen Markt.

## Frühere und heutige Produkte
- Filme und Chemikalien
- Fotokameras (z. B. Kodak Nr. 1) und Filmkameras
- Kamerazubehör
- Dokumentenscanner
- Modulare Thermotransfersysteme zum Erstellen von Abzügen von Digitalbildern für den Einzelhandel (Kodak Picture Kiosk, Apex)
- Software für Dokumentenverarbeitung
- Tintenstrahldrucker mit „Kodacolor Technologie“
- Inkjet-Papier
- Druckplatten
- Druckplattenbelichtungssysteme für den Akzidenzdruck (Magnus, Lotem, Trendsetter)
- Druckplattenbelichtungssysteme für den Zeitungsdruck (GenerationNews, TrendsetterNews)
- Tintenstrahldrucksysteme für den Digitaldruck (Prosper[29] und Versamark[30])
- Kodak Nexpress. 2011 wurde die Kodak NexPress SX als innovativstes Produkt des Jahres bei den PrintStars – Innovationspreis der Deutschen Druckindustrie ausgezeichnet.[31]
- Dienstleistungen
- Trockenlaserprinter für medizinische Röntgenbilder
- PACS Systeme
- Kodak Photo CD
- Kodak Portra
- Kodak FlashPix
- Carousel-Diaprojektoren
- 5,25"-DD-Disketten
- Videokassetten
- Workflowsystem für die Druckvorstufe (Prinergy, Prinergy Evo, NewsManager)
- Röntgenfilme
- dentale Röntgenstrahler und digitale Panoramaröntgengeräte

Ende 2016 wurde das Smartphone Kodak Ektra vorgestellt, dieses wurde von Bullitt Group entwickelt und ist eine Reminiszenz an die Kodak Ektra von 1941.